# Abronia antauges
Abronia antauges (орісабська абронія) — вид веретільницеподібних ящірок родини веретільницевих (Anguidae). Ендемік Мексики.

## Поширення і екологія
Орісабські абронії відомі за двома зразками, зібраними на горі Орісаба в штаті Веракрус у XIX столітті.